# Sexto Pompeu Festo
Sexto Pompeu Festo (em latim: Sextus Pompeius Festus) foi um gramático romano, que esteve em atividade durante o fim do século II, possivelmente em Narbo Márcio (Narbona), na Gália.
Foi responsável por uma epítome em 20 tomos do tratado enciclopédico De verborum significatu, de Vérrio Flaco, célebre gramático em atividade durante o reino de Augusto. A obra de Festo, que fornece tanto a etimologia quanto o significado de diversas palavras, ajudou a elucidar diversos aspectos do idioma, mitologia e a história da Roma Antiga. Além de algumas alterações e inserções de comentários críticos, Festo também omitiu palavras latinas que já estavam obsoletas no idioma de seu tempo, que ele separou para discutir numa obra à parte, já perdida, intitulada Priscorum verborum cum exemplis. Ainda que incompleto, o léxico de Festo reflete, ainda que indiretamente, o enorme esforço intelectual que fora feito na Era de Augusto para compilar as informações disponíveis sobre o mundo romano, que já estava num estado de fluxo e mudança.
Pouco resta da obra de Flaco nos dias de hoje, além de alguns fragmentos e de um manuscrito, danificado e fragmentário, da Epítome. O resto foi reunido num sumário organizado no fim do século VIII por Paulo, o Diácono. O Codex Farnesianus, atualmente em Nápoles, é um manuscrito do século XI; ao ser redescoberto durante o início do Renascimento já estava incompleto (continha apenas os verbetes entre as letras M e V), e havia sido chamuscado por um incêndio. A organização destes diversos fragmentos esparsos, bem como a sua tradução e republicação, está atualmente a cargo de um projeto da University College London, que visa disponibilizar a informação aos estudiosos modernos e estimular o debate sobre o autor e a tradição antiquária augustana sobre a qual ele se baseou.